# Agrothereutes pilosus
Agrothereutes pilosus là một loài tò vò trong họ Ichneumonidae.